# Ciudad Victoria
Ciudad Victoria je hlavní město státu Tamaulipas. K roku 2022 ve městě žilo 432 100 obyvatel. Vzniklo 6. října 1750. Leží na úpatí pohoří Sierra Madre Oriental asi 246 kilometrů od Monterrey a 319 kilometrů od mexicko-americké státní hranice. 
Pojmenováno je po mexickém prezidentovi Guadalupovi Victoriovi. Hlavním městem státu Tamaulipas je Ciudad Victoria od roku 1825. Ve městě se nachází letiště Ciudad Victoria International Airport a několik vysokých škol.